# Laurent Calleja
Laurent Calleja (ur. 15 stycznia 1972) – francuski judoka. Startował w Pucharze Świata w 1990, 1995 i 1996. Złoty medalista mistrzostw Europy w drużynie w 1996 i brązowy w  1994. Wicemistrz igrzysk frankofońskich w 1994. Mistrz Francji w 1993 roku.